# Кучмак Іван
Іван Кучмак (17 квітня 1899, с. Заднишівка, нині належить до смт Підволочиськ — 12 травня 1977, Нассау) — четар УГА, видатний український художник.

## Життєпис

Оголошення річниці смерті Івана Кучмака в газеті «Свобода»

Іван Кучмак народився 17 квітня 1899 року в селі Заднишівка Скалатського повіту нині Тернопільського району
У 1916 році вступив добровольцем до Легіону УСС і брав участь у боях на російському фронті в сотні Дмитра Вітовського і в Гуцульский сотні. В Листопадових Днях був приділений до 1-го полку піхоти імені отамана Петлюри в Тернополі, згодом до групи отамана Ляєра, а наприкінці до 4-го куреня поручника Михайла Дацкова, 10-ї Бригади і в рядах того куреня брав участь у переможній Чортківській офензиві.
За Збручем, у «Чотирикутнику Смерті», перебув тиф, а після ліквідації УГА, весною 1920 р. інтернований поляками в таборі в Тухолі. Після війни Іван Кучмак закінчив мистецькі студії в Кракові. Через політичні переслідування він емігрував до Канади в 1926 році, а в 1930-их роках переїхав до Америки. З професії мистець — маляр, з українською тематикою: стрілецька, історична, побутова.
Помер 12 травня 1977 року в Нассау (США).